# Nowy Buczek
Nowy Buczek (prononciation : [ˈnɔvɨ ˈbut͡ʂɛk]) est un  village polonais de la gmina de Lipka dans le powiat de Złotów de la voïvodie de Grande-Pologne dans le centre-ouest de la Pologne.
Il se situe à environ 6 kilomètres au sud de Lipka (siège de la gmina), 19 kilomètres au nord-est de Złotów (siège du powiat), et à 119 kilomètres au nord de Poznań (capitale de la Grande-Pologne).

## Histoire
De 1975 à 1998, le village faisait partie du territoire de la voïvodie de Piła.

Depuis 1999, Nowy Buczek est situé dans la voïvodie de Grande-Pologne.
Le village possède une population de 200 habitants en 2006.